# Anisodactylus hispanus
Anisodactylus hispanus é uma espécie de insetos coleópteros pertencente à família Carabidae.
A autoridade científica da espécie é Puel, tendo sido descrita no ano de 1931.
Trata-se de uma espécie presente no território português.